# Cover Girl (série télévisée)
Cover Girl est une série télévisée québécoise en 26 épisodes de 25 minutes, scénarisée par Richard Blaimert et Pierre Samson, diffusée entre le 6 janvier 2005 et le 15 décembre 2005 à la Télévision de Radio-Canada.

## Synopsis
Cover Girl permet d'entrer de plain-pied dans un univers parallèle, celui de quatre drag queens déterminées à vivre leur marginalité au grand jour. Veronica Sinclair (fan de la chanteuse Nicole Martin), Joujou Velcro, Lana Brown et Cherry Sundae sont copropriétaires d'un club de nuit dans le centre-ville de Montréal et vivent diverses aventures. La série explore la vie haute en couleur mais pas nécessairement rose des personnages LGBT. La série montre le milieu des drag queens comme un microcosme de la société, illustrant que les drag queens peuvent être des exemples d'accomplissement et de profondeur de par les diverses épreuves qu'elles vivent. La solidarité de ce milieu est également un thème illustré dans la série.

## Distribution
- René Richard Cyr : Mathieu Picard, alias Veronica Sinclair
- Vincent Bolduc : Justin Pearson-Faucher-Brodeur, alias Joujou Velcro
- Frédéric Pierre : Newton da Costa (Nicolas Côté), alias Lana Brown
- Gilles Renaud : Renaud Latendresse, alias Cherry Sundae
- Patrick Labbé : Patrice Carrier
- Isabelle Brouillette : Chantale Meunier
- Patrick Huard : Norma Champaine
- Suzanne Clément : Camille Langlois
- Anne-Marie Cadieux : Kendra Lepine et Brenda Lepine
- Nicole Martin : elle-même
- Marie-Thérèse Fortin : elle-même
- René Homier-Roy : lui-même
- Francine Grimaldi : elle-même
- Franco Nuovo : lui-même
- Serge Laprade : lui-même
- Caroline Lavoie : Carmen Dubé
- Pascale Montpetit : Adam / Michou, l'ex de Carmen Dubé
- Reda Guerinik : Malek, le valet de Norma Champaine
- Michel Charette : Julien Berger, journaliste au service de Norma Champaine
- Stéphane Demers : David Paradis, compagnon de Lana Brown
- Joël Legendre : Margarita Frontenac, de Québec / Gretchen / Ming Lee
- Denise Filiatrault : Mère de Margarita Frontenac, de Québec
- Claudine Paquette : Simone, la serveuse
- Richard Lalancette : Patron du Cover Girl
- Frédérik Zacharek : Candy
- Brigitte Paquette : Animatrice radio
- Danny Gilmore : Benoît, psychologue
- Thérèse Morange : Mère de Kendra et de Brenda Lepine
- Marie-Chantal Perron : Catherine, réalisatrice
- Anne-Renée Duhaime : Lucie Longpré
- Alexandrine Agostini : Pénélope, la caissière de la banque
- Marc Beaupré : Voleur à la banque
- Édith Cochrane : Mathilde
- Sandrine Bisson : Rita
- Fred-Éric Salvail : Fleuriste livreur
- Vincent Leclerc : Jean-Pierre, ami de Camille Langlois
- Luc Chapdelaine : Jérôme, amant de Camille Langlois
- Pierre Samson : Chad
- Alexandre Rémi : Wanda
- François Dallaire : Frankie
- Bernard Carez : Huissier
- Gabriel Marian Oseciuc : Camionneur américain
- Richard Zeman : Douanier américain

## Fiche technique
- Auteurs : Richard Blaimert et Pierre Samson
- Réalisateur : Louis Choquette
- Productrice déléguée : Catherine Faucher
- Productrice associée : Mélanie Lamothe
- Producteur : Jocelyn Deschênes
- Production : Sphère Média Plus

## Épisodes

### Première saison (hiver 2005)
1. Rien à perdre; tout à gagner
2. Le combat des reines
3. Psycho-Dames
4. Un service en Or !
5. Sexe, mensonge et Overdose
6. La Noëlle du campeur
7. Une drag qui a du chien
8. Colle, talon et garde-robe
9. L'amour à l'anglaise
10. Fiesta Mexicana
11. Punch haut et sombre héros
12. Trouble-fête
13. Norma s'évapore

### Deuxième saison (automne 2005)
1. À la recherche de la drag perdue
2. Faute avouée
3. L'amour, toujours l'amour
4. La loi des désirs
5. À chacun son Joujou, à chacun son Justin
6. Psy-clone
7. Haut les drags !
8. Amour tendre et psycho rose
9. La mémoire et la moustache
10. Les lois de l'amour et de la drag
11. En vouloir ou pas
12. L'éducation maternelle
13. Blessée et exaucée

## Critique
L'heure de diffusion de la série (19h30) indispose certains commentateurs soucieux de l'incidence possible sur les enfants.

## Prix et distinctions
- 2006 - Prix Gémeaux de la meilleure création de costumes - toutes catégories : Suzanne Harel
- 2006 - Prix Gémeaux des meilleurs maquillages et coiffures - toutes catégories : Richard Hansen et Sandra Ruel
- 2006 - Prix Gémeaux du meilleur rôle de soutien masculin - comédie : Gilles Renaud
- 2006 - Prix Gémeaux du meilleur rôle de soutien féminin - comédie : Anne-Marie Cadieux